# رافاييل بيريز
رافاييل بيريز (بالإسبانية: Rafael Enrique Pérez)‏ (9 يناير 1990 كارتاهينا كولومبيا - ) هو لاعب كرة قدم كولومبي يلعب كمدافع.

## وصلات خارجية
رافاييل بيريز على موقع إي إس بي إن إف سي (الإنجليزية)
- رافاييل بيريز على موقع قاعدة بيانات كرة القدم.إي يو (الإنجليزية)
- رافاييل بيريز على موقع Soccerway.com (الإنجليزية)
- رافاييل بيريز على موقع عالم كرة القدم.نت (الإنجليزية)